# Premier League Malti 1968-1969
Il campionato era formato da otto squadre e il Hibernians F.C. vinse il titolo.

## Classifica finale
| Pos. | Squadra              | G  | V | N | P  | GF | GS | Punti |
| ---- | -------------------- | -- | - | - | -- | -- | -- | ----- |
| 1    | Hibernians F.C.      | 14 | 9 | 3 | 2  | 28 | 11 | 21    |
| 2    | Floriana             | 14 | 7 | 4 | 3  | 19 | 10 | 18    |
| 3    | Valletta F.C.        | 14 | 8 | 2 | 4  | 23 | 9  | 18    |
| 4    | Sliema Wanderers     | 14 | 6 | 5 | 3  | 14 | 8  | 17    |
| 5    | Gzira United         | 14 | 8 | 0 | 6  | 21 | 17 | 16    |
| 6    | Ħamrun Spartans F.C. | 14 | 3 | 4 | 7  | 10 | 17 | 10    |
| 7    | Birkirkara F.C.      | 14 | 3 | 1 | 10 | 13 | 29 | 7     |
| 8    | St. George's F.C.    | 14 | 2 | 1 | 11 | 9  | 36 | 5     |